# Melastoma moluccanum
Melastoma moluccanum är en tvåhjärtbladig växtart som beskrevs av Carl Ludwig von Blume. Melastoma moluccanum ingår i släktet Melastoma och familjen Melastomataceae. Inga underarter finns listade i Catalogue of Life.